# Japanse berberis
De Japanse berberis (Berberis thunbergii ) is een bladverliezende, giftige struik die behoort tot de berberisfamilie (Berberidaceae). De struik komt van nature voor in Japan en China en werd in de 18e eeuw door de Zweed Carl Peter Thunberg naar Europa gebracht. De Japanse berberis is in Nederland ingeburgerd, maar wordt ook veel aangeplant.

## Beschrijving
De struik wordt 1-2 m hoog. Het is een recht opgaande, dicht vertakte en doornige struik. De 5-15 mm lange doorns zijn onvertakt. De bovenzijde van de omgekeerd eironde, 1-3 cm lange bladeren is lichtgroen en de onderzijde blauwachtig groen. De herfstkleur van de bladeren varieert van helderoranje tot karmijnrood.
De Japanse berberis bloeit in mei en juni. De bloemen zijn aan de buitenkant roodachtig en aan de binnenkant bleekgeel.
De vrucht is een helderrode, langwerpige bes.

## Standplaatsen
De plant komt voor op droge grond en in de duinen.

## Vermeerdering
De Japanse berberis kan zowel generatief als vegetatief vermeerderd worden. De zaden moeten direct na het plukken van de bessen uitgezaaid worden of bij latere uitzaai in het voorjaar eerst gestratificeerd. Voor de vegetatieve vermeerdering in december tot maart kunnen verhoute of halfverhoute stekken van 12 cm lengte gebruikt worden.

## Ziekten en plagen
De Japanse berberis kan aangetast worden door bladluizen en meeldauw. In tegenstelling tot zuurbes is de struik geen tussenwaardplant voor graanroesten.
Uit onderzoek in de Verenigde Staten is gebleken dat in de Japanse berberis substantieel meer teken te vinden zijn die lymeziekte kunnen veroorzaken.

## Cultivars
Enkele cultivars zijn:
- Berberis thunbergii B. th. 'Atropurpurea', sinds 1913 in cultuur
- Berberis thunbergii  'Atropurpurea Nana', dwergstruik tot 50 cm hoog, in 1942 in Nederland gekweekt
- Berberis thunbergii  'Aurea', sinds 1950 in cultuur
- Berberis thunbergii  'Bagatelle' (kruising van B. th. 'Kobold' met B. th. 'Atropurpurea Nana'), sinds 1971 in cultuur
- Berberis thunbergii  'Carpetbagger' dwergstruik tot 30 cm hoog
- Berberis thunbergii  'Crimson Pygmy' synoniem voor B. th. 'Atropurpurea Nana'
- Berberis thunbergii  'Dart's Red Lady'
- Berberis thunbergii  'Erecta'
- Berberis thunbergii  'Little Favorite' synoniem voor B. th. 'Atropurpurea Nana'
- Berberis thunbergii  'Golden Ring', sinds 1950 in cultuur
- Berberis thunbergii  'Green Carpet' dwergstruik tot 25 cm hoog
- Berberis thunbergii  'Green Ornament' wordt tot 150 cm hoog met donkergroen blad en met een gele tot bruingele herfstkleur
- Berberis thunbergii  'Harlequin', sinds 1969 in cultuur
- Berberis thunbergii  'Helmond Pillar'
- Berberis thunbergii  'Keller's Surprise'
- Berberis thunbergii  'Kelleriis', uit Denemarken afkomstig
- Berberis thunbergii  'Kobold' , sinds 1950 in Nederland gekweekt
- Berberis thunbergii  'Pink Queen', vóór 1958 in Nederland gekweekt
- Berberis thunbergii  'Red Chief', in 1942 in Nederland gekweekt
- Berberis thunbergii  'Red Pillar'
- Berberis thunbergii  'Rose Glow', in 1957 in Nederland gekweekt
- Berberis thunbergii  'Silver Beauty'
- Berberis thunbergii var. maximowiczii

De hybride van Berberis thunbergii met Berberis vulgaris wordt als Berberis ×ottawensis en de hybride van Berberis thunbergii met Berberis julianae als Berberis ×mentorensis aangeduid.

## Namen in andere talen
- Duits: Thunberg-Berberitze
- Engels: Japanese Barberry, Thunberg's Barberry
- Frans: Épine-vinette de Thunberg, Épine-vinette du Japon

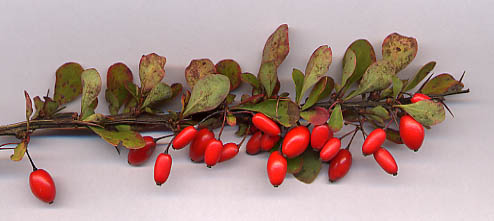
Bessen
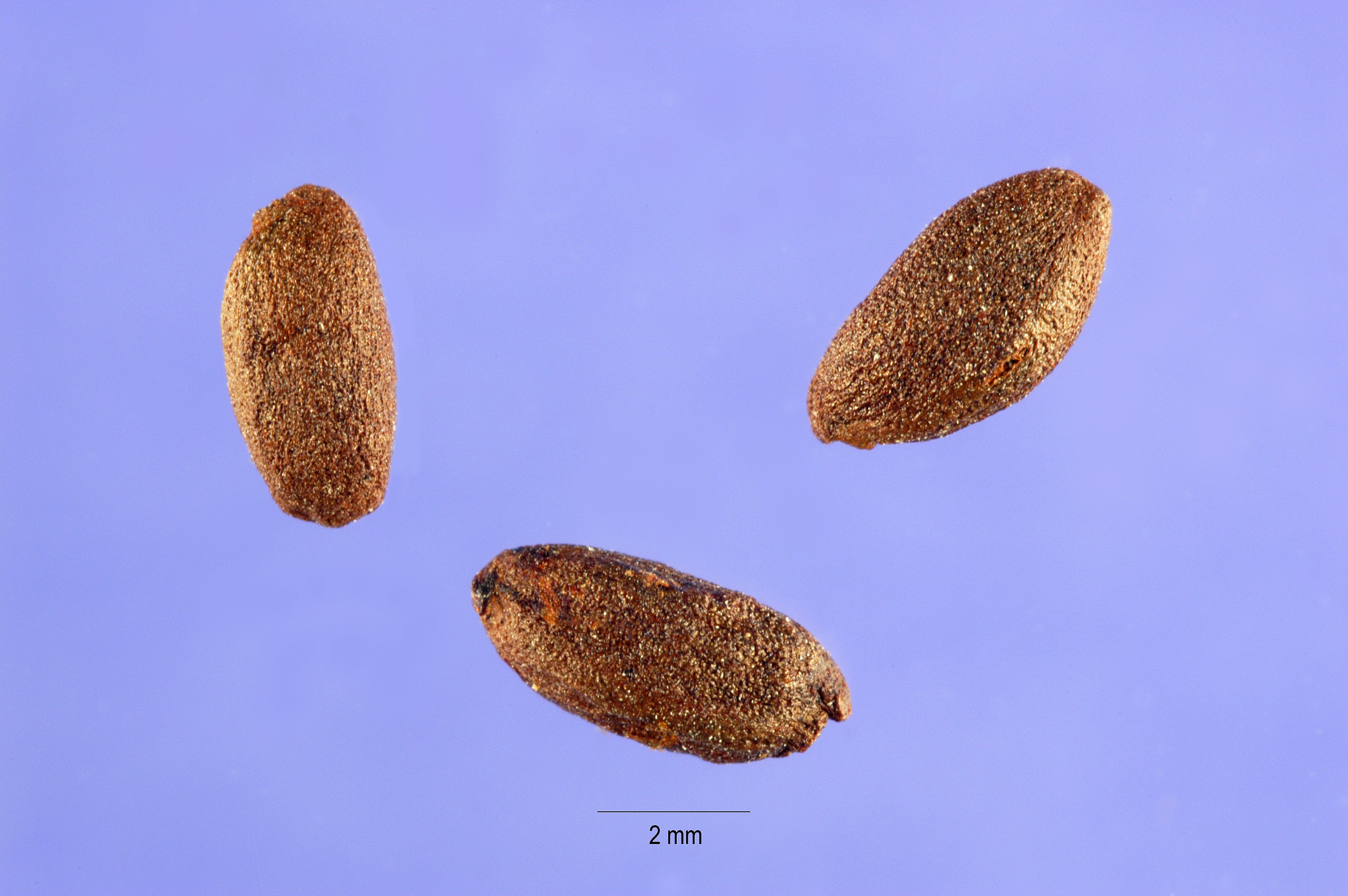
Zaden
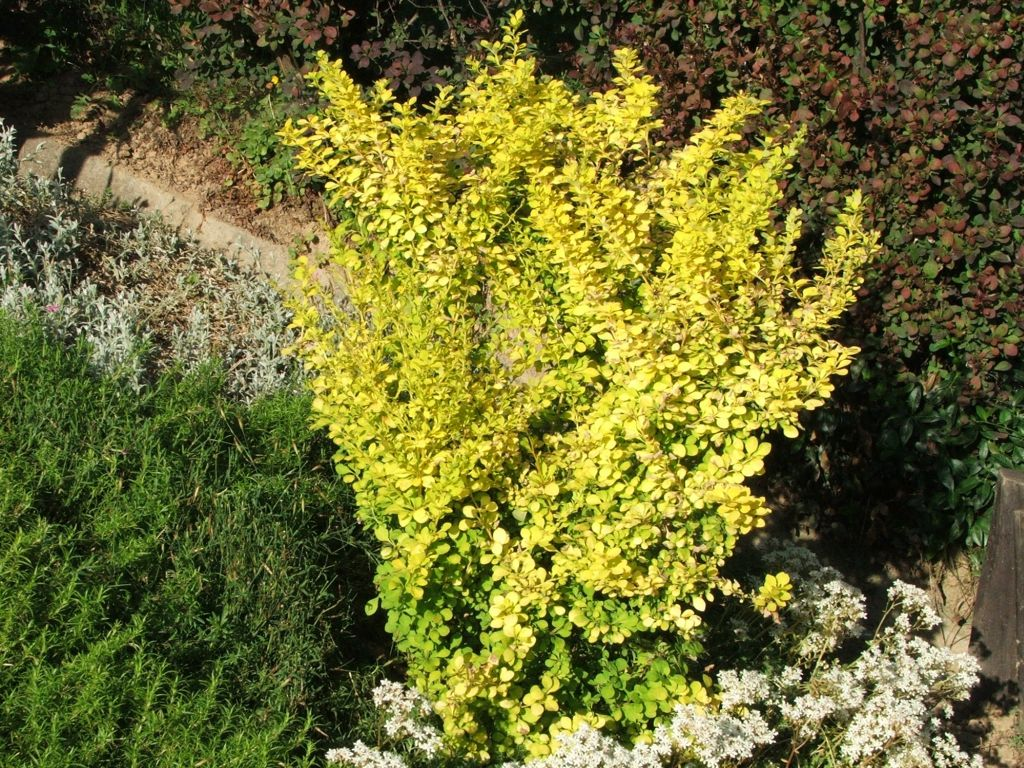
Cultivar 'Aurea'
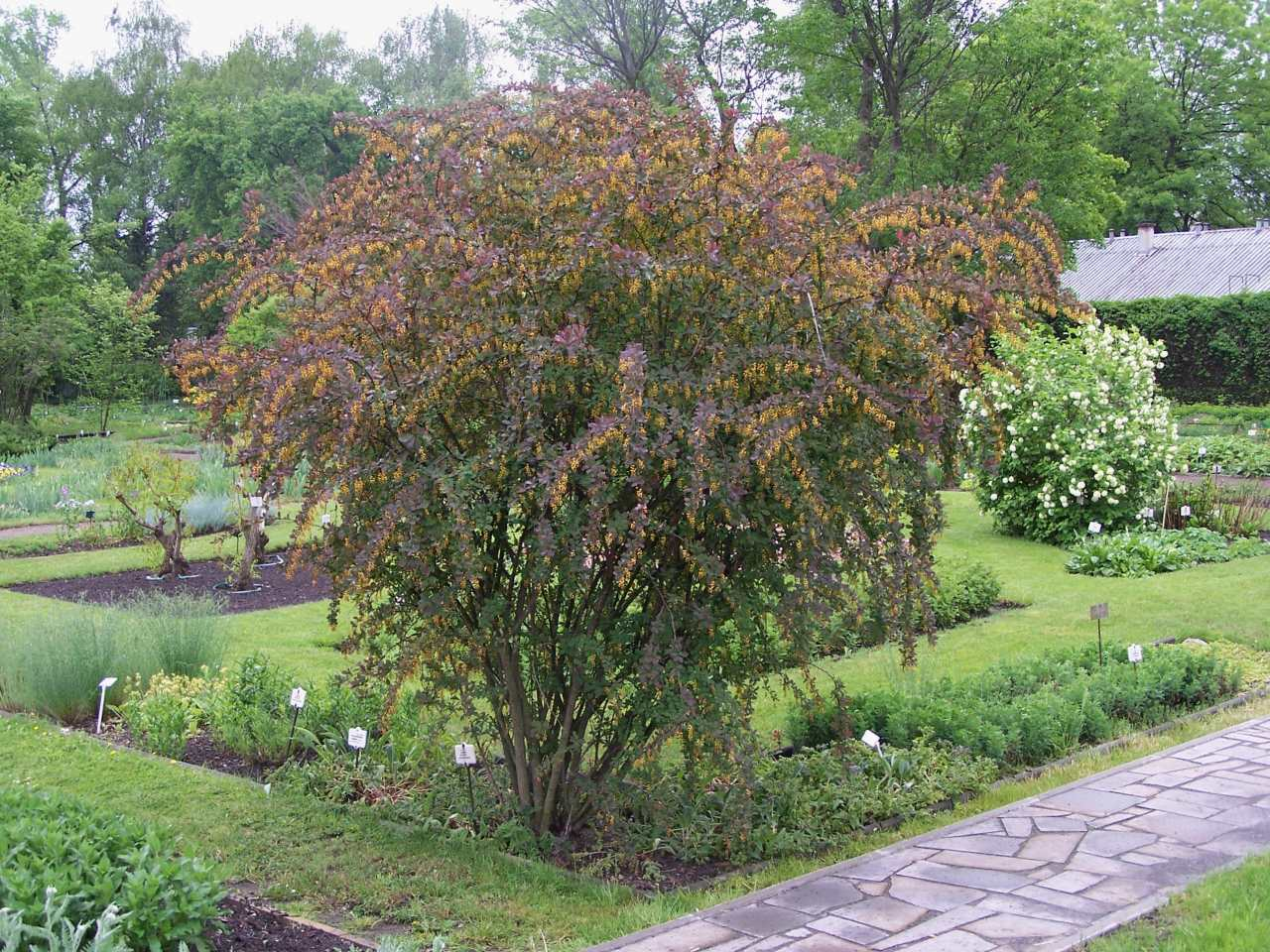
Cultivar 'Atropurpurea'